# Giuseppe Radaelli
Giuseppe Radaelli (Novate Milanese, 2 febbraio 1932 – 14 aprile 2020) è stato un calciatore italiano, di ruolo ala.

## Carriera
Cresce calcisticamente nel Milan, con cui vince due Tornei di Viareggio ed esordisce in prima squadra il 1º marzo 1953, in occasione del successo interno sulla Triestina per 4 a 1, realizzando la rete del provvisorio 3-1. Conclude la stagione con altre 2 presenze all'attivo.
Viene quindi ceduto al Como in Serie B, e in riva al Lario colleziona 13 presenze ed una rete nell'annata 1953-1954. Dopo un passaggio in prestito al Monza, prosegue la carriera in Serie C con Siracusa e Vigevano.

## Palmarès

### Competizioni giovanili
- Torneo di Viareggio: 2

Milan: 1952, 1953